# Константин Узунски
Константин Георгиев Узунски е български офицер, генерал-майор.

## Биография
Роден е на 10 юни 1896 г. в Пловдив. През 1916 г. завършва Военното училище в София и Аеропланното училище в Божурище. Служи в девети пехотен пловдивски полк, както и във второ аеропланно отделение на Въздухоплавателната дружина. През 1918 г. специализира в Германия. От 1930 г. е офицер за поръчки към Щаба на Въздушния полк. През 1931 г. е последователно командир на смесения орляк на Въздушния полк и временен началник на Балонната група. От следващата година е началник на второ техническо и снабдително отделение на Въздушния полк и началник на строевата секция в Щаба на полка. В периода 1933 – 1937 г. е командир на Учебния орляк. През 1936 г. завършва Военната академия в София. Между 1937 и 1941 г. е началник-щаб на Въздушните войски, а след това за кратко е помощник-командир на същите. От 1941 г. е военен аташе в Италия. Излиза в запас през 1943 г. Умира същата година в София.

## Военни звания
- Подпоручик (12 март 1916)
- Поручик (14 октомври 1917)
- Капитан (30 януари 1923)
- Майор (1933)
- Подполковник (6 май 1936)
- Полковник (1 ноември 1938)
- Генерал-майор